# Szpital Wolski
Szpital Wolski im. dr Anny Gostyńskiej sp. z o.o. – szpital znajdujący się przy ul. Kasprzaka 17 na Woli w Warszawie.

## Opis
Jest szpitalem miejskim. Zapewnia opiekę zdrowotną dla mieszkańców Warszawy, głównie Woli (gdzie jest największą wieloprofilową placówką opieki zdrowotnej) i Bemowa, gdzie nie ma żadnego szpitala, ale też dla mieszkańców przyległych miejscowości, m.in. Starych Babic.
Posiada 11 oddziałów leczenia stacjonarnego z pododdziałami (łącznie 309 łóżek), Szpitalny oddział ratunkowy (SOR) dysponujący jedenastoma łóżkami i siedmioma miejscami konsultacyjnymi, Wolskie Centrum Zdrowia Psychicznego z oddziałem dziennym (30 miejsc), zespołem leczenia środowiskowego i dwiema poradniami, Ośrodek diagnostyki i terapii wewnątrznaczyniowej, Ośrodek diagnostyki medycznej, Zakład rehabilitacji leczniczej, a także Przychodnię specjalistyczną, w której jest 8 poradni i gabinet diagnostyczno-zabiegowy. Należy do Sieci Szpitali Promujących Zdrowie. Od 2004 r. ma certyfikat Systemu Zarządzania Jakością w zakresie lecznictwa szpitalnego, ambulatoryjnego i promocji zdrowia. W 2013 r. dołączył do nielicznych w kraju szpitali wieloprofilowych, które mają akredytację ministra zdrowia.

## Historia
Szpital Wolski powstał w miejscu, w którym do 1940 funkcjonował Szpital Starozakonnych.
W październiku 1986 placówce nadano imię Anny Gostyńskiej, urologa, lekarki związanej z tą placówką.
Na kamieniu pamiątkowym na terenie szpitala znajduje się napis: "Ufundowany w XV wieku przez ks. Annę Mazowiecką szpital ten pod wezwaniem Świętego Ducha z istniejących warszawskich najstarszy kolejno miał siedzibę przy ulicach Piwnej, Przyrynek, Konwiktorskiej, od 1861 przy Elektoralnej 12 gdzie barbarzyńsko został zniszczony dnia 25. IX. 1939r. podczas oblężenia Warszawy. W roku 1946 przeniesiony z Konstancina do Warszawy i odbudowany tu na terenie dawnego Szpitala Żydowskiego. Tablicę dla upamiętnienia pięciowiekowej historii szpitala ufundowała d.rn. Warszawa - Wola."